# Германский капитал в химической промышленности России
Германский капитал в химической промышленности России
Доминирующее положение германской химической промышленности на мировых рынках являлось естественным продолжением её значительного влияния на химическое производство в России. «В какую бы отрасль сложной химической промышленности в России не заглянуть, всюду видны следы явного и скрытого влияния германцев… — писал В. С. Зив… — чтобы выяснить то огромное влияние, которое германские капиталы имеют на химическую промышленность в России, достаточно указать на то, что в России имеются филиальные отделения почти всех крупных и средних германских предприятий» .
Из числа 19 химических предприятий, с вложенными в них германскими капиталами в сумме 31,4 млн руб. 12 предприятий приходилось на чисто химические предприятия, причём сумма вложенных в них германских капиталов составляла 15,06 млн руб., 3 — на резиновые предприятия с суммой немецких капиталов 12 млн руб., 2 — на пороховые с суммой германских капиталов 3,8 млн руб. и 2 — на нефтеперегонные с суммой немецких капиталов 600 тыс. руб.
Говоря об участии немцев в химической промышленности в России, следует упомянуть следующие предприятия:
- Германское Акционерное общество анилинового производства (Правление — в Берлине, агентство — в Москве);
- Германское Акционерное общество химического производства в Майнце (агентство — при фабрике «Гзихов» в Петроковской губернии);
- Германское Акционерное общество «Баденская анилиновая и содовая фабрики» (Правление — в Людвигсгафене-на-Рейне, агентство — в Москве);
- Германское Акционерное общество «Кале и К˚» (Правление — в Бибрихе на Рейне, агентство — в Варшаве);
- Германское Акционерное общество химических заводов «С. Т. Морозов, Крелль и Оттман» (Правление — в Берлине, агентство — в Москве).

Три чисто химических предприятия «Акционерное общество Баденская анилиновая и содовая фабрика» с капиталом 2,8 млн руб., «Акционерное общество Калле и К˚» с капиталом 650 тыс. руб. и «Акционерное общество соединенных химических заводов С. Т. Морозов, Крелль и Оттман» с капиталом 615 тыс. руб., действовали на основании германских уставов.
Первые два предприятия действовали в качестве филиальных отделений главных германских предприятий, причём выше указанные капиталы были выделены из их акционерных капиталов специально для операций в России. Третье предприятие действовало в качестве самостоятельного предприятия, и весь его капитал был затрачен на операции в России.
«Германское акционерное общество анилиновых производств», «Баденская анилиновая и содовая фабрика» и «Фридрих Байер и К˚» установили между собой «содружество интересов» и на своих предприятиях в Петербурге, Москве, Либаве, Киеве, Одессе, Ростове, Лодзи и других городах организовали производство анилиновых и ализариновых красок .
Германское акционерное общество анилиновых производств открылось в России в 1898 г.. Русское отделение общества владело фабриками анилиновых красок в Москве и Либаве. «Баденская анилиновая и содовая фабрика» была организована в России в 1888 г. Общество владело химическим заводом в Москве, на котором производилось искусственное индиго, ализариновая и анилиновая краски и другие химические продукты.
«Фр. Байер и К˚» преобразовало в 1912 г. своё прежнее отделение в Москве в самостоятельное русское Акционерное общество под названием «Акционерное общество химических фабрик Байер и К˚». Общество владело химической фабрикой в Москве и отделениями в Петрограде, Иваново-Вознесенске, Лодзи и Киеве .
Производство названных трех германских предприятий в России было рассчитано главным образом на нужды текстильной промышленности центрально-промышленного района. Также предприятия в скрытой форме проникли в лодзинский промышленный район.
Остальные 9 предприятий действовали на основании русских уставов, но пять из них фактически были германскими предприятиями, преобразованными по уставам из филиальных отделений германских акционерных обществ в русские акционерные общества, а в действительности — остающиеся теми же филиальными предприятиями германских акционерных обществ. Наиболее крупные из этих предприятий — «Акционерное общество химической фабрики Фридрих Байер и К˚» в Москве и «Акционерное общество Московского химического завода „Фарбверке“ бывшее Мейстер, Луциус и Брюнинг».
В четырех других предприятиях, хотя они и не являлись чисто германскими, участие германских капиталов было весьма значительное. Так, из 1 млн руб. общего капитала «Московского общества производства аптекарских и химических товаров и торговли ими К. Эрманс и К˚» 400 тыс. руб. принадлежало германским капиталам, а из 500 тыс. руб. общего капитала «Общества русских томасофосфатных заводов в Мариуполе» 450 (95 %) тыс. руб. принадлежало германскому капиталу.
В Царстве Польском действовали следующие вышеперечисленные германские химические общества:
- Германское Акционерное общество «Кале и К˚», открывшее свою деятельность в России в 1910 г. владело химическим заводом в Варшаве и складом в Москве. Общество производило анилиновые краски — 650 тыс. руб.
- Германское общество соединенных химических заводов «Морозов, С. Т. Крелль и Оттман» (открыло действия в 1905 г.), владело химическими заводами в Гродиске, Варшавской губернии, дер. Сродупе, Петроковской губернии, и в г. Кинешме, Костромской губернии — 1,3 млн марок.
- Германское Акционерное общество «Химическая промышленность в Майнце» (открыло свои действия в 1905 г.) владело химическим заводом в Глухове, Петроковской губернии, на котором производилась серная и уксусная кислота. Чистая прибыль предприятия за 1912 год составила 1 834 585 марок, или около 50 % основного капитала [5].

Все три предприятия, работавшие при участии германских капиталов, действовали на основании русских уставов. Акции их не котировались на берлинской бирже. Относительно двух предприятий имелись сведения об обслуживании интересов их германских акционеров немецкими кредитными учреждениями, а именно: Товарищество русско-французского завода резинового, гуттаперчевого и телеграфного производств под фирмою «Проводник» с капиталом 18 млн руб. — «Дойтч Банком» в Берлине и Общество производства и торговли резиновыми изделиями «Богатырь» с капиталом 9,9 млн руб. — Национальным Немецким банком .